# 2549 Baker
2549 Baker (1976 UB) là một tiểu hành tinh vành đai chính được phát hiện ngày 23 tháng 10 năm 1976 bởi Harvard College ở trạm Agassiz.